# Filmportal.de
filmportal.de é um banco de dados online de informações relacionadas ao cinema alemão. Inclui ampla informação sobre filmes e cineastas, bem como artigos sobre questões cinematográficas. O site foi lançado por ocasião do 54º Festival Internacional de Cinema de Berlim em 11 de fevereiro de 2005. filmportal.de foi revisado e ampliado em 2011/2012.

## Conteúdo
O banco de dados fornece informações sobre cerca de 85.000 filmes de cinema e televisão alemães (em junho de 2015) de 1895 até o presente. Cerca de 8.000 filmes são apresentados em detalhes com descrições de conteúdo, stills e/ou pôsteres. Além disso, filmportal.de cataloga cerca de 190.000 nomes de cineastas, 5.000 dessas entradas apresentam uma biografia.
A informação lexical é complementada por trailers, trechos de filmes clássicos alemães e, cada vez mais, longas-metragens. Além disso, os textos editoriais relacionam as informações com a história do cinema na República de Weimar, na Alemanha Nazista e na RDA.

## Instituições organizadoras
filmportal.de foi criado pelo Deutsches Filminstitut (Frankfurt) em colaboração com o CineGraph - Hamburg Centre for Research on Film e com o apoio de outros membros do Kinematheksverbund alemão e das associações da indústria cinematográfica alemã. O site está cooperando com a Associação de Arquivos de Cinema Europeu e Cinematecas (ACE), Arte, DEFA Foundation, Goethe-Institut, German Films Service + Marketing GmbH, Deutsche Filmakademie e o Festival Internacional de Cinema de Berlim.